# Hettinger, North Dakota
Hettinger är administrativ huvudort i Adams County i North Dakota. Enligt 2020 års folkräkning hade Hettinger 1 074 invånare.